# Anneli Rogeman
Anneli Rogeman, född Uggelberg 9 februari 1957, är svensk journalist och författare.
Anneli Rogeman är född i Boliden och studerade vid Uppsala universitet och Stockholms universitet (fil. kand i litteraturvetenskap, statsvetenskap och informationsteknik).  Hon började arbeta som journalist på Upsala nya tidning år 1977. Under 1980-talet arbetade hon på Expressen samt som chefredaktör för Civilingenjören, Civilekonomen och Svensk Export. År 1991 rekryterades hon som reporter till SVTAktuellt. Hon lämnade SVT för att starta den nya lokal-TV-stationen TV4 Uppland, där hon var vd och redaktionschef.
I januari 1997 återkom hon till SVT för att bli kulturchef. Där startade hon bland annat programmet Centrum samt serien Svenska Krusbär. Hon verkade även bland annat för det som senare skulle bli Kulturnyheterna. Hon slutade som kulturchef vid årsskiftet 1999/2000 för att gå över till Svenska Dagbladet där hon var redaktionschef och stf ansvarig utgivare fram till januari 2002. Åren 2002–2003 var hon reporter på SvD. År 2004 blev hon chefredaktör och vd för tidningen Vi. Där startade hon bland annat tidningen Vi Läser.
Vid årsskiftet 2010/2011 lämnade Rogeman Vi för att bli vd för biståndsorganisationerna Kooperation Utan Gränser och Vi-skogen. Under hennes tid som vd bytte organisationen namn till We Effect. Hon lämnade We Effect och Vi-skogen 2018.
Hon gifte sig 1985 med Peter Rogeman, som vid sin död var chef för Friskis och Svettis i Stockholm.
Anneli Rogeman har varit styrelseledamot i Uppsala universitet, Appelberg Publications, Teskedsorden (ordförande och medgrundare), Stiftelsen Torgny Segerstedts Minne, Sveriges Tidskrifter, Hyresgästföreningens tidning Hem&Hyra, stiftelsen Vi Planterar Träd, Riksinsamlingen Världens Barn.
Idag är Anneli Rogeman styrelseledamot och skattmästare i Svenska PEN.
Hon har också varit jurymedlem i Augustjuryn, Stora Journalistprisjuryn, Stieg Larsson-Priset, Föreningens Grävande Journalisters pris Guldspaden samt Tidningen Vi:s Litteraturpris.